# Алга (Тюменская область)
Алга (тат. Уба) — деревня в Тобольском районе Тюменской области, входит в состав сельского поселения Байкаловское.
Находится на берегу реки Бехтеревка.
Название деревни происходит, от название колхоза «Алга», что с татарского обозначает «Вперед».
В деревне существует татарский музей (в доме 1917 года).

## Население
| 2010 |
| ---- |
| 103  |